# Chamaeleo senegalensis
Il camaleonte del Senegal (Chamaeleo senegalensis Daudin, 1802) è un rettile della famiglia Chamaeleonidae, originario dell'Africa.

## Descrizione
Di norma le dimensioni massime sono 25 cm anche se la femmina è poco più tozza. Le caratteristiche che lo contraddistinguono sono il colore verde oliva che a seconda del periodo o stato emotivo può virare verso il marrone o il giallo. Alla base della coda il maschio ha due emipeni.

## Biologia
È una specie con abitudini diurne. Si nutre di insetti e altri artropodi.

## Distribuzione e habitat
Il camaleonte del Senegal è originario dell'Africa occidentale tropicale, dal Senegal alla Nigeria.
I suoi habitat sono la savana e le foreste aride, ma è frequentemente rinvenuto anche nei centri abitati.

## Conservazione
La specie è inserita nella Appendice II della Convention on International Trade of Endangered Species (CITES)